# Wallquistska huset

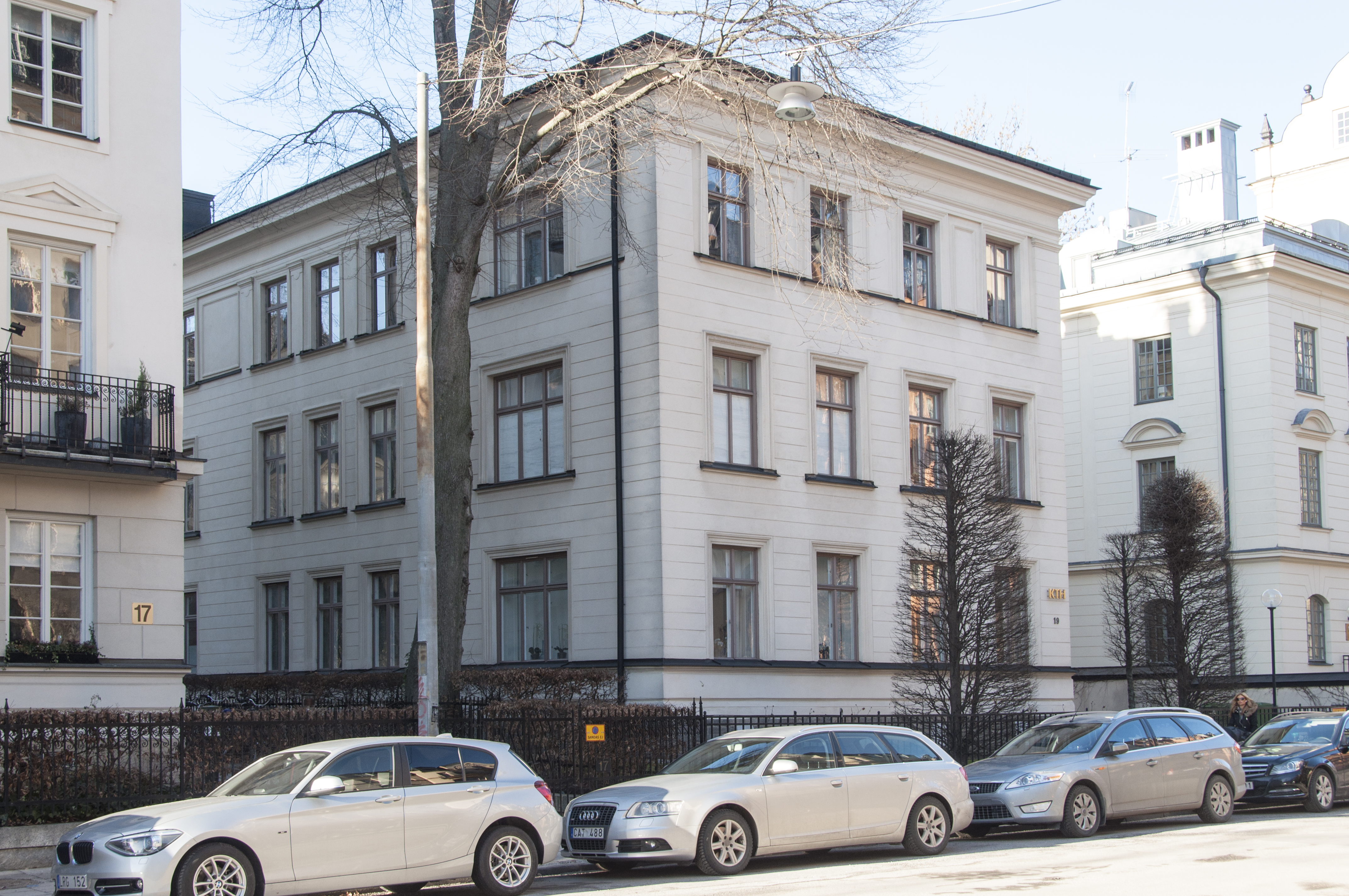
Wallquistska huset

Wallquistska huset är en byggnad på Villagatan 19 i Villastaden på Östermalm i Stockholm, testamenterad till Kungliga tekniska högskolan (KTH) av professorn inom bergsvetenskap Gunnar Wallquist. Byggnaden uppfördes 1880 efter Hjalmar och Axel Kumliens ritningar.
Villans översta våning, tidigare Wallquists privata lägenhet, Wallquistska våningen, används idag av KTH. Våningen är i stort bevarad i sitt original som den var vid tiden för ägarens frånfälle 1971.
2018 genomgick våningen en större renovering och fungerar idag som konferensvåning att hyra för KTH:s anställda vid extern och intern representation.

## Källförteckning
- Riksantikvarieämbetets bebyggelseregister